# Amfinòmides
Els amfinòmides (Amphinomida) són un ordre d'anèl·lids poliquets de la subclasse Errantia.

## Característiques
Els anfinòmides tenen parapodis birramis aciculars que fan servir per al seu desplaçament. Són acolorits i alguns tenen bioluminescència. No tenen mandíbules, sinó una probòscide reversible. Poden tenir pèls urticants defensius. El cap te un prostomi amb tres antenes i dos palps (en forma d'antenes addicionals), i una carúncula posterior. Els notòpodes tenen brànquies ramificades.

## Taxonomia
L'ordre Amphinomida inclou 210 espècies en dues famílies:
- Família Amphinomidae Lamarck, 1818
- Família Euphrosinidae Williams, 1852